# Sônia Lafoz
Sônia Eliane Lafoz (codinome: Mariana; Argélia, 1946) é uma socióloga e ex-guerrilheira brasileira, integrante das organizações de extrema-esquerda VAR-Palmares e MR8, que participou da luta armada contra a ditadura militar brasileira (1964-1985). Atuante em assaltos e sequestros de diplomatas, foi a única das mais importantes guerrilheiras dos grupos táticos de ação armada que jamais foi presa, auto-exilando-se fora do país, ao qual retornou após a entrada em vigor da Lei da Anistia, em 1979.
Nascida na Argélia de pai espanhol e mãe francesa, chegou a São Paulo ainda criança, vivendo praticamente toda a vida no Brasil. Era estudante de sociologia na USP e participante de movimentos estudantis quando entrou para a clandestinidade e a luta armada.  Considerada boa atiradora e alguém que "não tinha medo",  Lafoz integrou os grupos de ação armada da VAR-Palmares que fez vários assaltos a bancos, supermercados e carros-forte. Os fatos mais notórios que contaram com sua participação foram o roubo do "cofre do Adhemar", em Santa Teresa, Rio de Janeiro, em julho 1969, onde atuou na segurança externa do assalto de fuzil FAL 7,62 na mão – um dos roubados por Lamarca quando desertou do Exército – e granadas ao alcance dentro de carro de cobertura e vigilância, e o sequestro do embaixador alemão Ehrenfried von Holleben, em 1970, quando foi ferida três vezes, na perna, na virilha e na cabeça, mas mesmo assim escapou. 
Sempre armada com uma pistola .44, e muito ligada a Carlos Lamarca na guerrilha, Lafoz fez a segurança do capitão durante a operação plástica a que ele se submeteu na tentativa de escapar do reconhecimento, já que tinha suas fotografias espalhadas por todo o país. Ela treinou Lamarca para parecer um cabeleireiro homossexual durante a consulta e os procedimentos cirúrgicos, mesmo enfrentando toda a indignação de Lamarca com a situação, que se passou por irmão gay de Lafoz, para dissipar desconfianças, à época, de um homem heterossexual querer fazer cirurgia plástica no rosto.
Grávida de sete meses e caçada em todo país pelos órgãos de segurança, ela conseguiu deixar o Brasil em abril de 1971, rumando para o Chile, de onde seguiu para a França. Com nacionalidade francesa, Sônia elegeu-se vereadora pelo Partido Socialista daquele país pela cidade de Saint-Denis, situada ao norte de Paris, nos anos 70.:200 Vivendo no exílio com Murilo Pezzuti, retornou ao Brasil por conta da anistia.:200
Hoje vive em Curitiba, aposentada, com o marido e duas filhas.